# Lucio Mad
Lucio Mad est un écrivain et metteur en scène de théâtre français, né le 5 août 1962 à Paris et mort le 31 août 2005 dans la même ville.
Il a également publié des ouvrages de littérature pour la jeunesse sous le pseudonyme de Prof'Lu.

## Biographie

### Famille et formation
Éric-Henri Madelin, dit Lucio Mad, a pour frère cadet le dramaturge, scénariste et acteur français Gabor Rassov.

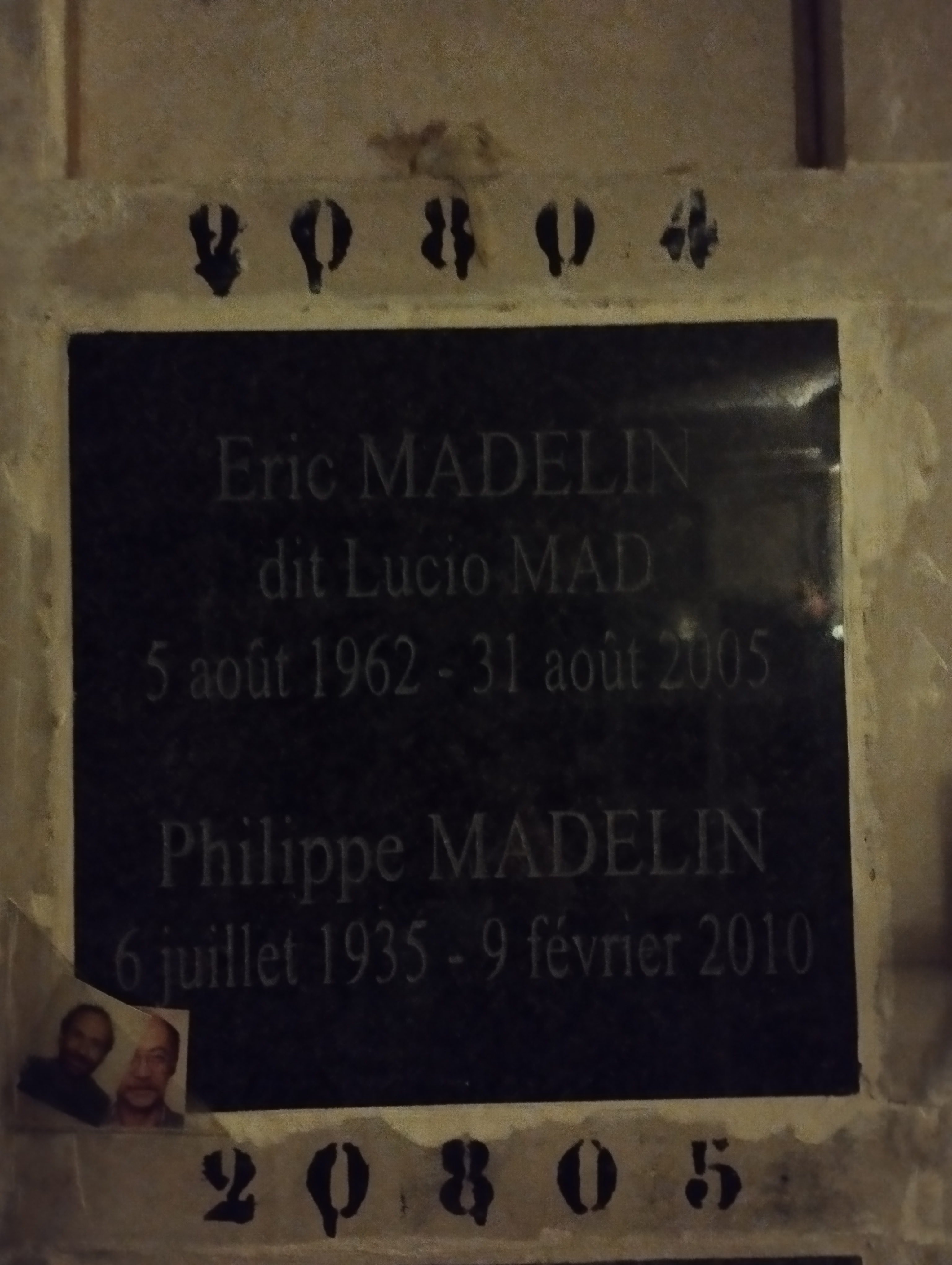
Plaque funéraire de Lucio Mad au columbarium du Père-Lachaise (division 87, case n° 20 804).

Il meurt en 2005 à 43 ans d'un cancer du poumon et est incinéré puis inhumé au columbarium du Père-Lachaise (division 87, case n° 20 804).

### Carrière
Il fonde dans les années 1980 la compagnie théâtrale « L'Asile culturel » et met en scène plusieurs pièces de Philippe Soupault dont Rendez-vous et Étranger dans la nuit. En 1995, il publie son premier roman, Les Trafiqueurs.

## Œuvre

### Romans

#### sous le pseudonyme de Lucio Mad
- Les Trafiqueurs, éd. Gallimard, 1995  (ISBN 2-07-074093-5)
- Dakar en barre, coll. « Le Poulpe »,  éd. Baleine, 1997  (ISBN 2-84219-058-0)
- Bamako, coll. « Tourisme et polar »,  éd. Baleine, 1998  (ISBN 2-84219-177-3)
- Paradis B, coll. « La Noire »,  éd. Gallimard, 1998  (ISBN 2-07-049791-7)

#### sous le pseudonyme de Sugar Brown
- Le rap m'a tuer, Vauvenargues, coll. « Faits divers » no 10, 2001  (ISBN 2-7443-0628-2)

### Nouvelles
- La Drogue, Sharon et le Paris-St-Germain, dans le recueil Noces d'or 1945-1995,  coll. « Série noire », éd. Gallimard, 1995
- Fume ! fume ! fume !, Libération, 16 juillet 1998[3]

### Littérature d'enfance et de jeunesse
- Et hop ! Hip-hop !, coll. « Souris noire » no 51,  éd. Syros, 2000  (ISBN 2-84146-887-9)
- Bob Marley, la star légendaire du reggae, coll. « Collection Lucy », éd. Cauris, 2004  (ISBN 2-914605-15-3)

### Théâtre
- 1996 : Kaïdara de Amadou Hampâté Bâ, adaptation de Gabor Rassov, Printemps des comédiens (Montpellier), puis théâtre La Piscine de Châtenay-Malabry
- 2005 : Consulat zénéral d'Aminata Zaaria, théâtre de la Tempête
- Comment on dresse une garce de Philippe Soupault, d'après La Mégère apprivoisée de William Shakespeare
- Rendez-vous de Philippe Soupault
- Étranger dans la nuit de  Philippe Soupault

- Boris Godounov d'Alexandre Pouchkine

### Filmographie
- 2009 : Black de Pierre Laffargue - en tant que scénariste